# Эксклав

C — эксклав страны B и анклав для страны A

C — эксклав страны B, окружённый территорией стран А и D и не являющийся для них анклавом

Экскла́в (от др.-греч. ἐξ- «из-» + лат. clavis «ключ») — несуверенный регион, отделённый от основной территории страны и окружённый другими государствами (одним или несколькими). Одна и та же территория является эксклавом для той страны, которой она принадлежит, и анклавом для того государства, которому она не принадлежит, но окружена его территорией. Исключение составляет чистый эксклав — несуверенный регион, отделённый от основной территории страны и окружённый более чем одним государством.
Эксклав, имеющий выход к морю, называется полуэксклавом. Согласно морскому праву, блокирование доступа к полуэксклаву флотом других стран не допускается. В обиходе полуэксклавы и полуанклавы часто называют просто эксклавами и анклавами.

## Примеры эксклавов

### Международные
- Нахичеванская Автономная Республика, входящая в состав Азербайджана, окружена Арменией, Ираном и Турцией.
- Медвежье-Саньково (территория без постоянного населения) внутри Гомельской области Беларуси административно относится к Брянской области России.
- Шахимарданский эксклав и Сохский район, относящиеся к Ферганской области, являются эксклавами Узбекистана на территории Кыргызстана.
- Итальянское поселение Кампионе д'Италия на озере Лугано, принадлежащее Ломбардии, окружено территорией Швейцарии и является эксклавом Италии и анклавом Швейцарии.
- Муниципалитет Льивия, входящий в состав Испании, окружает Франция.
- Бюзинген-ам-Хохрайн, город внутри административного округа Фрайбург Германии, окружает Швейцария.
- Руицхоф, Мютцених, Рётгенер Вальд и Мюнстербильдхен — эксклавы Германии, окружены территорией Бельгии.
- Нахва, деревня в эмирате Шарджа, эксклав ОАЭ на территории Омана.
- Мадха — эксклав Омана на территории ОАЭ.

### Региональные
- Зеленоград, район Восточный и территория к западу от города являются эксклавами Москвы (окружены территорией Московской области). См. также эксклавы и протуберанцы Москвы;
- урочище Шапочка[3][4] — эксклав Свердловской области на территории Пермского края;
- После создания МГО Ольский район Магаданской области был поделён надвое, сам райцентр Ола находится к востоку от Магадана, тогда как в западную часть из восточной попасть можно только через Магадан.
- часть территории Псковской области[уточнить] окружена Новгородской областью;
- посёлок Краснолесный — эксклав Воронежа;
- эксклавом Киевской области на территории Черниговской области являются город Славутич и некоторая часть зоны отчуждения Чернобыльской АЭС.

- сразу несколькими эксклавами обладает эстонский город Кохтла-Ярве;
- Солотча

## Примеры полуэксклавов
- Калининградскую область России окружают Балтийское море, Польша и Литва.
- Провинцию Кабинда, принадлежащую Анголе и выходящую к Атлантическому океану, окружают Конго и Демократическая Республика Конго.
- Аляска — полуэксклав США и полуанклав Канады.
- Село Дубки на мысе, выдающемся в Псковское озеро, отделено от Псковской области России территорией Эстонии, является полуэксклавом России и полуанклавом Эстонии.
- Основная территория мухафазы Мусандам — часть Омана, окружённая на юге и большей частью на западе территорией ОАЭ, омывается Персидским и Оманским заливами.
- Восточнотиморский административный округ Окуси-Амбено окружен территорией Индонезии и омывается морем Саву.
- Округ Тембуронг отрезан от Брунея территорией Малайзии и омывается водами Брунейского залива.